# Myriocladus
Myriocladus és un gènere de bambús de la família de les poàcies, ordre de les poals, subclasse commelínides, classe liliòpsides, divisió magniliofitins.

## Taxonomia
- Myriocladus affinis Swallen
- Myriocladus churunensis Swallen
- Myriocladus confertus Swallen
- Myriocladus exsertus Swallen
- Myriocladus grandifolius Swallen
- Myriocladus involutus Judz. et Davidse
- Myriocladus longiramosus Swallen
- Myriocladus maguirei Swallen
- Myriocladus neblinaensus Swallen
- Myriocladus paludicolus Swallen
- Myriocladus paraquensis Swallen
- Myriocladus paruensis Swallen
- Myriocladus purpureus Swallen
- Myriocladus simplex Swallen
- Myriocladus variabilis Swallen
- Myriocladus wurdackii Swallen